# 萬蒂奇山
80°16′S 155°22′E / 80.267°S 155.367°E
萬蒂奇山（英語：Vantage Hill）是南極洲的山丘，位於奧次地，屬於不列顛嶺的一部分，處於亨德森山西南面18公里，海拔高度超過2,000米，現時由南極條約體系管理。